# 歌代幸子
歌代幸子（うたしろ ゆきこ、1964年 -　）は、日本のノンフィクション作家。
新潟県生まれ。学習院大学文学部卒業。女性誌などの編集者を経て独立。

## 著書
- 『私は走る 女子マラソンに賭けた夢』新潮社、2000年７月
- 『音羽「お受験」殺人』新潮社、2002年９月
- 『人は食によりて人となる "食育"の最前線を巡る旅』エイチアンドアイ、2003年10月
- 『スポーツ選手増田明美（こんな生き方がしたい）』理論社、2005年１月
- 『パパ力、はじめよう! 子どもで人生を変えた男たち』ORANGEPAGE BOOKS 、2008年3月
- 『精子提供　父親を知らない子どもたち』新潮社、2012年７月

## 参考
- https://www.shinchosha.co.jp/writer/926/